# Iszláh Párt
Az Iszláh (Reform) Párt (arabul: حزب الاصلاح) jemeni ellenzéki politikai párt, melynek nincs képviselete a Jemeni parlamentben. Az Al Jazeera szerint részben iszlamista ideológiát valló pártról van szó. Egyik vezetője az a Tavakkul Karmán, aki tagja volt az ugyanezen a néven ismert Jemeni Reform Egyesület 46 fős parlamenti frakciójának. A párt a Muszlim Testvériség része.
Az  ellenzékinek számító pártnak 2003 óta nincs képviselője a parlamentben. Ellenzi a képviselők elé került törvényjavaslatot, melynek értelmében az elnök egészen haláláig az ország élén állhatna, utána pedig fia követhetné a sorban. A párt a 2011-es jemeni tüntetések egyik szervezője volt.